# Žilovac
Žilovac (žilavac, koris; lat. Coris), monotiski biljni iz porodice jaglačevki rašireni po Sredozemlju, na europskoj i afričkoj strani. Jedina vrsta je jednogodišnja biljka ili polugrm C. monspeliensis, u Hrvatskoj poznat kao kožolistni žilavac.
Vrsta ima 9 podvrsta
- Coris monspeliensis subsp. monspeliensis, Španjolska; Baleari; Francuska; Sardinija; Italijq; Sicilija; Hrvatska; Albanija; Grčka; Maroko; Alžir; Tunis.
- Coris monspeliensis subsp. annua (Halácsy & Bald.) Arrigoni, Italija
- Coris monspeliensis subsp. fontqueri Masclans, Španjolska
- Coris monspeliensis subsp. hispanica (Lange) Masclans, Španjolska (Almeria)
- Coris monspeliensis subsp. maroccana (Murb.) Greuter & Burdet, Maroko
- Coris monspeliensis subsp. rivasiana F.Alcaraz, T.E.Díaz, Rivas Mart. & Sánchez-Gómez, Španjolska
- Coris monspeliensis subsp. somaliensis Govaerts; Somalija
- Coris monspeliensis subsp. strossiae Gauba, Egipat.
- Coris monspeliensis subsp. syrtica (Murb.) Masclans, Španjolska, Tunis, Libija